# Каро Бароха, Хулио
Хулио Каро Бароха (исп. Julio Caro Baroja; 13 ноября 1914, Мадрид — 18 августа 1995, Вера-де-Бидасоа, Наварра) — видный испанский историк, антрополог, языковед и фольклорист.

## Биография
Отец — мадридский издатель, мать — писатель и этнолог, сестра Пио Барохи. В детстве много времени проводил с дядей  Карлосом Хантерез
Начинал учёбу в Мадридском университете, но её прервала гражданская война. По окончании войны с отличием защитил в Мадридском университете докторскую диссертацию по древней истории (1941), недолгое время преподавал в нём. Возглавлял Музей испанского народа в Мадриде (1942—1953). В начале 1950-х годов по гранту работал в США и Великобритании, в 1952—1957 годах возглавлял этнографическую миссию в Испанской Сахаре. Много путешествовал по Испании и по миру. В 1983—1995 годах руководил Международным журналом баскских исследований (исп. Revista Internacional de los Estudios Vascos).

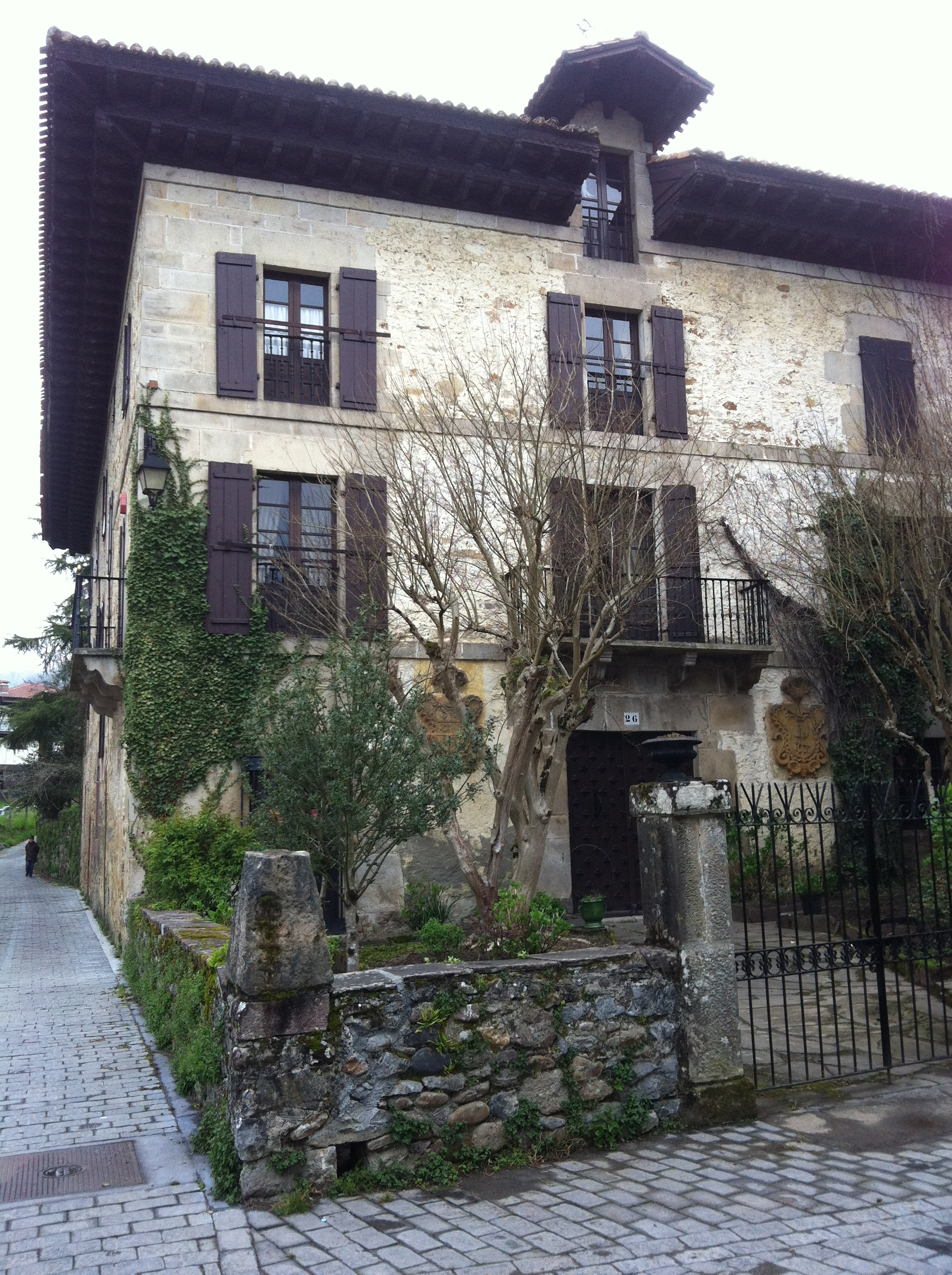
Фамильный дом в Вера-де-Бидасоа

## Труды
Оставил гигантское научное наследие. Автор основополагающих трудов по антропологии, истории, культуре Испании и её народностей, испанскому фольклору и лубочной книжке-картинке (исп. la literatura de cordel), мифологии и магии, демонологии и колдовству. Среди них выделяются:
- Народы Испании/ Los pueblos de España (1946)
- Баски/ Los vascos (1949)
- Евреи в новейшей и современной Испании/ Los judíos en la España moderna y contemporánea (3 тт., 1961—1962)
- Карнавал/ El carnaval (1965)
- Магия и Инквизиция/Vidas mágicas e Inquisición (2 vols., 1967)
- Очерки лубочной словесности/ Ensayos sobre la literatura de cordel (1969)
- Миф о национальном характере/ El mito del carácter nacional. Meditaciones a contrapelo (1970)
- Инквизиция, колдовство и криптоиудаизм/ Inquisición, brujería y criptojudaísmo (1970)
- Историческая этнография Наварры/ Etnografía histórica de Navarra (3 vols., 1971—1972)
- Народный театр и магия/ Teatro popular y magia (1974)
- Танец, семья, работа/ Baile, Familia, Trabajo (1976)
- Пора любви/ La estación de amor (1979)
- Очерки испанской народной культуры/ Ensayos sobre la cultura popular española (1979)
- Дом в Наварре/ La casa en Navarra (4 vols., 1982).
- Праздничное лето/ El estío festivo (1984)
- Мифы басков и мифы о басках/ Mitos vascos y mitos sobre los vascos (1985)
- Древняя Испания/ España antigua (1986)
- Исследования испанской традиционной жизни/ Estudios sobre la vida tradicional española (1988)
- История физиогномики/ Historia de la fisiognómica: el rostro y el carácter (1988)
- Демоническая магия/ La magia demoniaca (1990)
- Романсы слепцов/ Romances de ciego (1995)
- Мир сновидений/ Los mundos soñados (1996)
- Колдуньи и их мир/ Las brujas y su mundo (1997)
- История испанского антиклерикализма/ Historia del anticlericalismo español (2008)

## Признание
Член Королевской академии испанского языка, Королевской исторической академии, почётный член Эускальцайндии. Лауреат премии принца Астурийского по социальным наукам (1983), золотой медали За заслуги в изящных искусствах (1984), Международной премии имени Менендеса-и-Пелайо (1989), Национальной литературной премии и др. Именем историка названа площадь в Сан-Себастьяне, школы и др. образовательные учреждения в ряде городов Испании.